# 雷蒙·恩东·西马
雷蒙·恩东·希马(Raymond Ndong Sima) (1955年1月23日—) 加蓬政治家，2012年至2014任加蓬总理。
雷蒙·恩东·希马出生于加蓬北部沃勒-恩特姆省首府的奥耶姆(Oyem)，在法国接受教育，就读于巴黎第十三大学，获经济学硕士学位。 。1986年进入政府，先后担任经济和财政部经济系统司司长、计划和经济部部长顾问、经济总司司长等职。1991年起历任加蓬森林公司董事长兼总经理、国家橡胶种植公司总经理、加蓬铁路公司董事长兼总经理。2009年10月任农业、畜牧业、渔业和农村发展部部长。2011年他作为加蓬民主党基耶(Kyé)地区候选人当选为议员
，2012年2月被任命为总理。2013年地方选举后，2014年1月24日，阿里·邦戈·翁丁巴总统任命议会副议长丹尼尔·欧纳·翁多为新总理以取代雷蒙·恩东·希马。欧纳·翁多在1月27日正式就任总理。
加蓬過渡總統布里斯·克洛泰爾·奧利吉·恩圭馬(Brice Oligui Nguema)將軍周四任命雷蒙德·恩東·西馬為總理，他是經濟學家，也是一周前被軍方推翻的總統阿里·邦戈的強硬對手。恩東·西馬 (Ndong Sima) 68 歲，曾於 2012 年至 2014 年擔任邦戈政府首腦，但後來辭職，他指責邦戈治理不善，直到參加 2016 年和 2023 年總統選舉。在最後一刻退出，轉而支持反對派候選人。